# Psoralea punctata
Psoralea punctata är en ärtväxtart som beskrevs av Nicaise Auguste Desvaux. Psoralea punctata ingår i släktet Psoralea och familjen ärtväxter. Inga underarter finns listade i Catalogue of Life.